# جوزف هنری
جوزف هنری (به انگلیسی: Joseph Henry) (زاده ۱۷ دسامبر ۱۷۹۷ - درگذشته ۱۳ مه ۱۸۷۸) دانشمند و فیزیک‌دان سرشناس آمریکایی قرن نوزدهم بود.

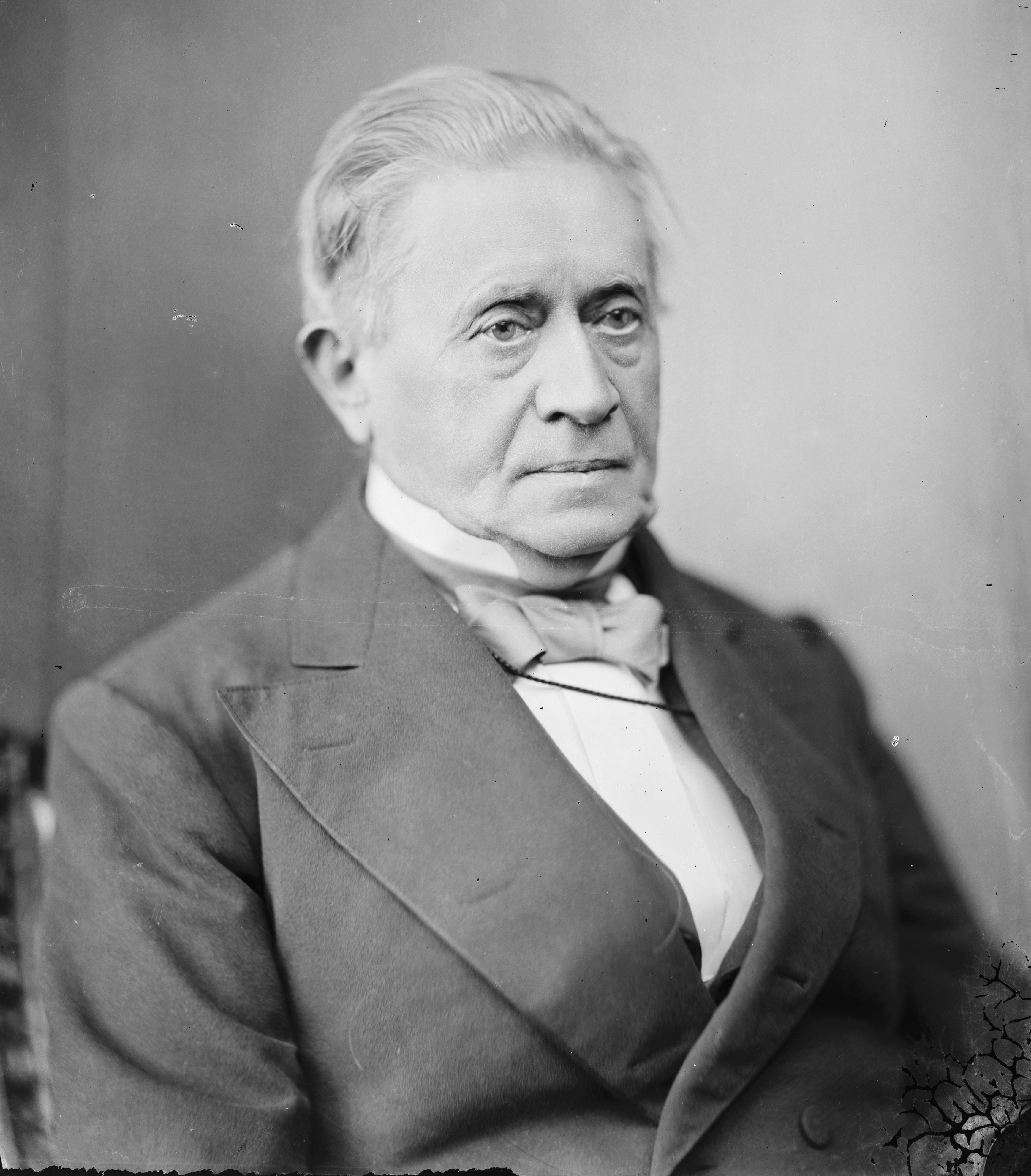
جوزف هنری

یکای خودالقایی به افتخار وی هانری (Henry) نامگذاری گردیده‌است.

## زندگی
هنری در آمریکا به دنیا آمد. او در خانواده فقیری می‌زیست و از جوانی مجبور بود کار کند و در نتیجه تحصیلات مرتبی نداشت. او درسیزده سالگی شاگرد ساعت‌سازی شد و شبانه به تحصیل می‌پرداخت. پس از آن با کوشش بسیار توانست در یکی از مدارس روستایی به شغل معلمی بپردازد. سپس به تحصیل طب و مهندسی علاقه‌مند شد و سرانجام به سمت استاد ریاضیات و فیزیک انتخاب گردید. او از سال ۱۸۶۸ تا پایان عمر ریاست آکادمی ملی علوم را عهده‌دار بود. او تجربیات زیادی در مورد الکترومغناطیس داشت و با پیچیدن سیم‌های ظریف عایق بندی شده به تعداد زیاد به دور هسته‌های آهنی آهنرباهای الکتریکی پر قدرتی را ساخت. سپس موفق به کشف پدیدهٔ خود القایی شد. او همچنان یک موتور الکتریکی ساخت که بعداً در تلگراف مورد استفاده زیادی قرار گرفت. یکای القاییدگی به احترام او هانری نامیده می‌شود.